# Christian Ehrenfried Weigel
Christian Ehrenfried von Weigel (24 de mayo de 1748, Stralsund - 8 de agosto de 1831, Greifswald) fue un químico y naturalista alemán.
Estudia en la Universidad de Gotinga y sigue minuciosamente los cursos de Johann Christian Erxleben (1744-1777). Se diploma en 1771.
Enseña, a partir de 1774 química, farmacia, botánica, mineralogía en la "Universidad Ernst-Moritz-Arndt von Greifswald".
Desarrolla, además de otros asuntos, un "condensador de flujo" Gegenstromkühler en 1771, mejorado más tarde por Justus von Liebig (1803-1873), conociéndose con el nombre de condenser#Liebig condenser|circuito refrigerante de Liebig.

## Obra
- Flora Pomerano-Rugica. Gottl. Aug. Lange, Berolini Stralsundia et Lipsiae 1769 doi:10.5962/bhl.title.7041

- Observationes Chemicae et Mineralogicae. Gotinga 1771

- Observationes Botanicae. Gryphia 1772

- ''Der Physischen Chemie Zweiter Teil, Dritte und vierte Abtheilung. Leipzig 1776

- Versuch einer Krystallographie. Greifswald 1777

- Grundriß der reinen und angewandten Chemie. 1.er v. Greifswald 1777

- Anfangsgründe der Theorethischen und Praktischen Chemie. 2.º v. Leipzig 1780

- Herrn Gustav von Engström's Beschreibung eine mineralogischen Taschenlaboratorium und insbesondere des Nutzens des Blaserohrs in der Mineralogie. 2.ª ed. Greifswald 1782

- Physische Untersuchungen über das Feuer. Leipzig 1782

- Gegengifte des Arseniks, giftigen Sublimats, Spangrüns und Bleies. 2.º v. Greifswald 1782

- Entdeckungen über das Licht. Leipzig 1783

- Physische Untersuchungen über die Elektricität. Leipzig 1784 online

- Chemische Vorlesungen. Greifswald 1789 online (enlace roto disponible en Internet Archive; véase el historial, la primera versión y la última).

- Einleitung zu allgemeinen Scheidekunst. Zweites Stück, Leipzig 1790 en línea

- Magazin für Freunde der Naturlehre und Naturgeschichte, Scheidekunst, Land- und Stadtwirtschaft, Volks- und Staatsarznei. Vierter Band, Erstes Stück, Greifswald 1796 en línea

## Honores
En 1792, fue designado miembro extranjero de la Real Academia Sueca de Ciencias.
En 1806, Weigel es ennoblecido, adjuntando la partícula von a su apellido. 
En 1808, es designado médico de la mansión del rey de Suecia. 

## Eponimia
Género botánico
- Weigela Thunb.[1]

- La abreviatura «Weigel» se emplea para indicar a Christian Ehrenfried Weigel como autoridad en la descripción y clasificación científica de los vegetales.[2]